# Barcino (przystanek kolejowy)
Barcino – nieczynny przystanek osobowy w Barcinie, w powiecie słupskim, w województwie pomorskim, w Polsce.